# Фудбалска репрезентација Антигве и Барбуде
Фудбалска репрезентација Антигве и Барбуде (енгл. Anguilla national football team) је фудбалски тим који представља Антигву и Барбуду на међународним такмичењима под контролом Фудбалског савеза Антигве и Барбуде који се налази у оквиру Карипске фудбалске уније и КОНКАКАФа. Такође је члан ФИФА.
Првенство КОНКАКАФа је претеча Златног купа. Између 1973. и 1989. године, овај турнир је био и квалификација за Светско првенство. Након тога, наследник тог турнира (Куп Кариба) послужио је као квалификациони турнир за КОНКАКАФ златни куп. Резултат на Карипском купу никада није био довољан да се пласира у златни куп. Најбољи резултат репрезентације Антигве и Барбуде је био четврто место 1998. године. Антигуа и Барбуда су два пута били домаћини турнира, 1997. и 2012. године.

### Опрема
Ово су неки од комплета које је годинама носила фудбалска репрезентација Антигве и Барбуде.
| 1995 Адмирал домаћинство | 1998 Адмирал домаћинство | 2000 Вирма домаћинство | 2006 Адидас домаћинство | 2011 Адидас домаћинство | 2011 Адидас гостујући | 2012 Пик домаћинство | 2012 Пик гостујући |
| 2016 Адмирал домаћинство | 2016 Адмирал гостујући   | 2021 Јома домаћинство  | 2021 Јома гостујући     |                         |                       |                      |                    |

### Куп Кариба 1998. (Ера Зорана Вранеша)
На Карипском купу 1998. године, чији су домаћини били Јамајка и Тринидад и Тобаго, Антигуа и Барбуда, предвођени селектором Зораном Вранешем, приредили су изненађење пласманом у полуфинале такмичења. У квалификационој рунди, Бена Бојс је имао ненадмашан низ мечева који су обезбедили пролаз у групну фазу финала. Антигва је сврстана у групу 4, заједно са Гренадом, Гвајаном и Ангвилом. Нерешени резултат од 2:2 за Гвајану у уводној утакмици попраћено је резултатом од 7:0 за Ангвилу. После је уследила тесна победа од 2:1 над Гренадом, која је са 6 бодова завршила на другом месту. Победом у два меча и једним ремијем Антигуа и Барбуда су били на врху групе са 7 бодова, чиме је њихов напредак ушао у групну фазу финала Купа Кариба.
| Реп               | Бод | Ута | По | Не | Из | ГД | ГП | ГР  |
| ----------------- | --- | --- | -- | -- | -- | -- | -- | --- |
| Антигва и Барбуда | 7   | 3   | 2  | 1  | 0  | 11 | 3  | +8  |
| Гренада           | 6   | 3   | 2  | 0  | 1  | 17 | 4  | +13 |
| Гвајана           | 4   | 3   | 1  | 1  | 1  | 17 | 4  | +13 |
| Ангвила           | 0   | 3   | 0  | 0  | 3  | 1  | 35 | −34 |

У групној фази биле су две групе. Антигва и Барбуда су стављени у групу А тако што су први меч добили против веома доброг тима Тринидада и Тобага, меч који су тесно изгубили са 3:2. Уследила је победа над Домиником резултатом 2:1, при чему су Дерек Едвардс и Винстон Робертс испунили постављене кључне тактичке циљеве који су Антигви дали основу за игру у последњој утакмици против Мартиника, а победа од 5:1 је следила. Наступима у поменута три меча Антигуа и Барбуда су заузели друго место у групи и пласирали се у нокаут фазу турнира.
| Реп               | Бод | Ута | По | Не | Из | ГД | ГП | ГР  |
| ----------------- | --- | --- | -- | -- | -- | -- | -- | --- |
| Тринидад и Тобаго | 9   | 3   | 3  | 0  | 0  | 13 | 3  | +10 |
| Антигва и Барбуда | 6   | 3   | 2  | 0  | 1  | 9  | 5  | +4  |
| Мартиник          | 3   | 3   | 1  | 0  | 2  | 7  | 8  | −1  |
| Доминика          | 0   | 3   | 0  | 0  | 3  | 2  | 15 | −13 |

У првој и јединој квалификацији Бена Бојса у нокаут фази борили су се против великих фаворита турнира, јамајканских Реге Бојса. Антигуа и Барбуда су се тако добро снашли да задрже своје жестоке ривале на одстојању у току регуларног времена, све док Онанди Лов није погодио у 110. минуту продужетка и послао Антигву и Барбуду у плејоф за 3. место са Хаитијем који је изгубио од Тринидада и Тобага. То би довело до величанственог сусрета, а Антигва и Барбуда је изгубила у трилеру од пет голова. В. Кристофер и Рање Кристијан постигли су по гол за Антигву и Барбуду, али то није било довољно за освајање трећег места и бронзану медаљу. Четврто мјесто у овом издању Купа Кариба до данас је највеће постигнуће за Бена Бојса.
Полуфинале 
| Јамајка          | 1:0 | Антигва и Барбуда |
| ---------------- | --- | ----------------- |
| Онанди Лав] 110’ |     |                   |

| Тринидад и Тобаго                         | 4:1 | Хаити         |
| ----------------------------------------- | --- | ------------- |
| Стерн Џон 1’, 60’ · Ирасто Најтс 15’, 42’ |     | Еди Сезар 85’ |

Треће место
| Хаити                                                                  | 3:2 | Антигва и Барбуда                      |
| ---------------------------------------------------------------------- | --- | -------------------------------------- |
| Жан Бернанд Флериал 72’ · Жан Роберт Менелас 27’ · Абрахим Мекензи 71’ |     | В. Кристофер 53’ · Ранџе Кристијан 58’ |